# Tsundue Pema Lhamo
Ashi Tsundue Pema Lhamo (1886-1922) fue la primera Reina consorte de Bután
Este nombre es empleado según las costumbres de Bután. Los butaneses tienen dos nombres, ninguno de los cuales es un apellido o nombre familiar, a menos que la persona que lo lleve sea de la nobleza o la realeza.

## Biografía
Ashi Tsundue Pema Lhamo nació en 1886 en Kurto Khoma, siendo hija de Kunzang Thinley, 18º y 20º Dzongpon de Timbu, y de su esposa, Sangay Drolma, una dama noble de Kurto Khoma.
Su padre, Kunzang Thinley, era primo hermano del I Druk Gyalpo, Ugyen Wangchuck (su futuro esposo).
Ella tuvo un único hermano, Ugyen Thinley Dorji (1906-1949), VIII Tulku del Monasterio de Gangteng.
Pertenecía por nacimiento a los linajes Peling y Nyö.

## Matrimonio y descendencia
Se casó, siendo su cuarta esposa, con el Gongsar Ugyen Wangchuck. La boda tuvo lugar en el Palacio de Wangducholing, Bumthang, en 1901. Ella tenía 15 años.
En un primer momento, fue llamada en su país Maharaní.
Sus hijos con el I Druk Gyalpo fueron:
- Dasho N. Wangchuck (1903-murió en la infancia).[4]
- Rey Jigme Wangchuck (1905-1952).
- Príncipe Gyurme Dorji (1911-1933). Soltero y sin descendencia.
- Princesa Kencho Wangmo (1914-ca.1975). Educada en la Escuela del Palacio de Bumthang. Gran mecenas de las artes tradicionales y las instituciones religiosas, letrista y compositora de canciones de boedra. Ella se convirtió en monja budista en su vida posterior, y murió soltera en el Monasterio de Jangchubling.[5]
- Príncipe Karma Thinley Lhundrub (1917-1949), Dronyer. Murió soltero en el Monasterio de Jangchubling.

## Reina de Bután
Tsundue Pema Lhamo, la primera Reina consorte de Bután, estaba profundamente dedicada al budismo y era la única mujer en el Distrito de Bumthang cuya muñeca encajaba en el brazalete de Yeshe Tsogyal.
Murió en 1922 en el Palacio de Wangducholing, dejando viudo al rey Ugyen Wangchuck, quien falleció cuatro años después.

## Títulos y tratamientos
| ● 1886-17 de diciembre de 1907:          | Señora Tsundue Pema Lhamo     |
| ● 17 de diciembre de 1907-abril de 1922: | Su majestad la reina de Bután |

## Ancestros
|  |                                            |  |  |  |  |  |  |  |  |  |  |  |  |  |  |  |
|  | 16. Padma                                  |  |  |  |  |  |  |  |  |  |  |  |  |  |  |  |
|  |                                            |  |  |  |  |  |  |  |  |  |  |  |  |  |  |  |
|  |                                            |  |  |  |  |  |  |  |  |  |  |  |  |  |  |  |
|  | 8. Pila Gonpo Wangyal                      |  |  |  |  |  |  |  |  |  |  |  |  |  |  |  |
|  |                                            |  |  |  |  |  |  |  |  |  |  |  |  |  |  |  |
|  |                                            |  |  |  |  |  |  |  |  |  |  |  |  |  |  |  |
|  | 4. Dungkar Gyeltshen, XI Penlop de Trongsa |  |  |  |  |  |  |  |  |  |  |  |  |  |  |  |
|  |                                            |  |  |  |  |  |  |  |  |  |  |  |  |  |  |  |
|  |                                            |  |  |  |  |  |  |  |  |  |  |  |  |  |  |  |
|  | 9. Sonam Pedzom                            |  |  |  |  |  |  |  |  |  |  |  |  |  |  |  |
|  |                                            |  |  |  |  |  |  |  |  |  |  |  |  |  |  |  |
|  |                                            |  |  |  |  |  |  |  |  |  |  |  |  |  |  |  |
|  | 2. Kunzang Thinley, Dzongpon de Timbu      |  |  |  |  |  |  |  |  |  |  |  |  |  |  |  |
|  |                                            |  |  |  |  |  |  |  |  |  |  |  |  |  |  |  |
|  |                                            |  |  |  |  |  |  |  |  |  |  |  |  |  |  |  |
|  | 1. Tsundue Pema Lhamo                      |  |  |  |  |  |  |  |  |  |  |  |  |  |  |  |
|  |                                            |  |  |  |  |  |  |  |  |  |  |  |  |  |  |  |
|  |                                            |  |  |  |  |  |  |  |  |  |  |  |  |  |  |  |
|  | 6. Kencho Wangdu                           |  |  |  |  |  |  |  |  |  |  |  |  |  |  |  |
|  |                                            |  |  |  |  |  |  |  |  |  |  |  |  |  |  |  |
|  |                                            |  |  |  |  |  |  |  |  |  |  |  |  |  |  |  |
|  | 3. Sangay Drolma                           |  |  |  |  |  |  |  |  |  |  |  |  |  |  |  |
|  |                                            |  |  |  |  |  |  |  |  |  |  |  |  |  |  |  |
|  |                                            |  |  |  |  |  |  |  |  |  |  |  |  |  |  |  |